# AlbaStar
AlbaStar S.A. è una compagnia aerea spagnola a capitale privato che svolge attività charter e di linea.

## Storia
La compagnia è stata fondata nel novembre 2009 da una joint venture tra imprenditori italiani e britannici provenienti dal settore del turismo e dei trasporti.
Il 30 luglio 2010 ha ricevuto il certificato di operatore aereo (E-AOC-106) e la licenza per l'esercizio del trasporto di passeggeri e di merci e il 31 luglio 2010 inizia la propria attività di volo.
Nel 2015 è iniziata l'attività di linea della compagnia aerea, con collegamenti diretti dagli aeroporti di Roma Fiumicino, Milano Malpensa, Perugia Sant'Egidio, Bergamo Orio al Serio con destinazione Lourdes utilizzando anche aeromobili equipaggiati con barelle mediche per trasportare pellegrini debilitati.
Nel dicembre 2015 ha iniziato anche l'attività di linea stagionale con collegamenti diretti dagli aeroporti di Milano Malpensa, Perugia Sant'Egidio, Bergamo Orio al Serio con destinazione Catania.
Nel dicembre 2016, l'attività di linea stagionale è stata intensificata con collegamenti diretti tra l'aeroporto di Lamezia Terme e Bergamo Orio al Serio.
Il 22 maggio 2019, ha ottenuto la certificazione IOSA (International Operational Safety Audit), lo standard di riferimento a livello globale, progettato per valutare i sistemi di gestione e di controllo operativo delle compagnie aeree, rilasciata dalla IATA.
Il 10 luglio 2020, ha iniziato ad operare dall'aeroporto di Trapani-Birgi volando verso Cuneo, Napoli e Malpensa.
Il 13 giugno 2022 ha iniziato ad operare i voli tra Aeroporto di Bergamo-Orio al Serio e Dakar, in Senegal.
Ad inizio luglio 2022 ha iniziato ad operare il volo tra Aeroporto di Bergamo-Orio al Serio e Capo Verde.

## Flotta

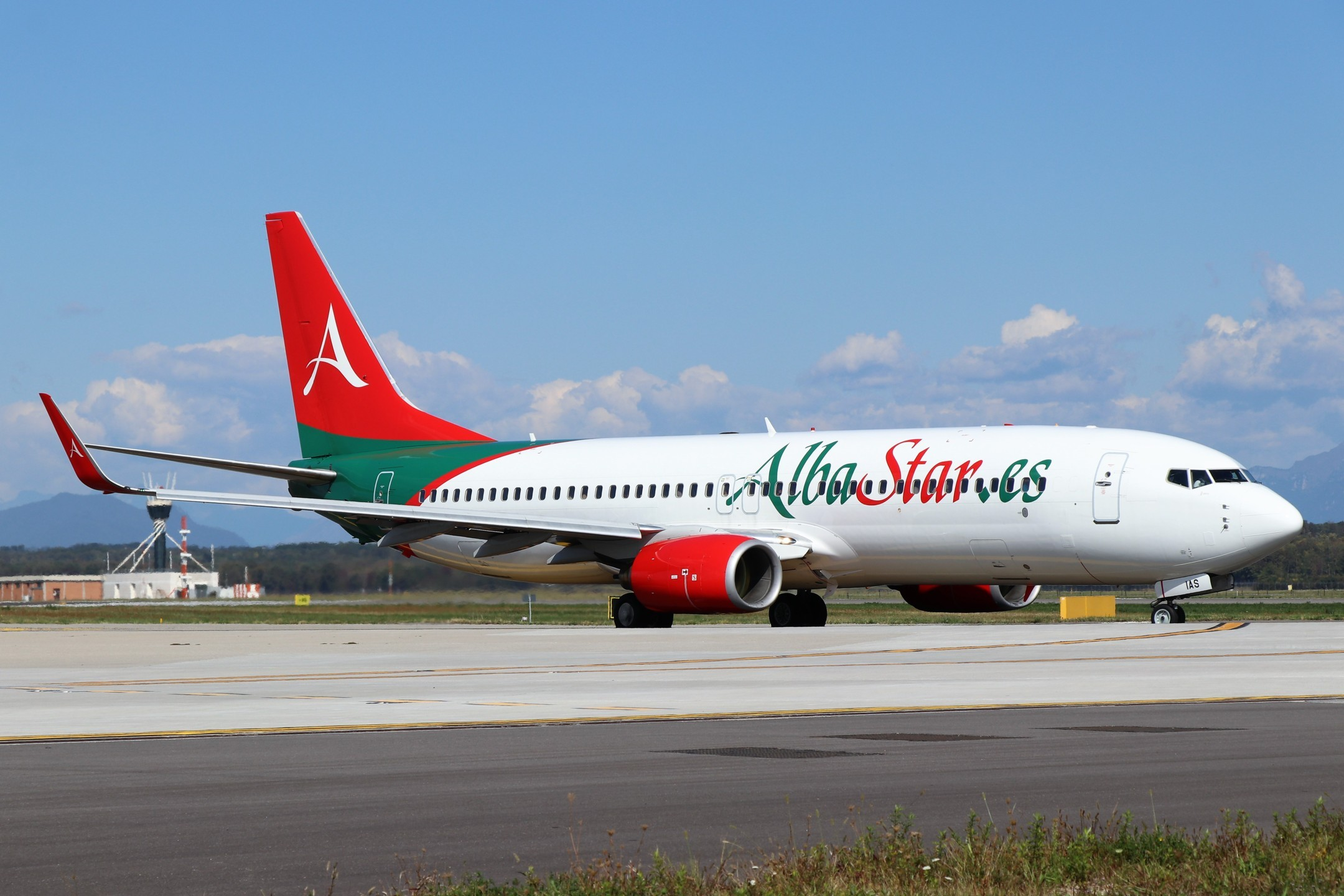
Un Boeing 737-800.

A maggio 2023 la flotta di AlbaStar è così composta: